# MEWDS
Das Multiple evanescent white dot Syndrom (deutsch: Syndrom der flüchtigen weißen Flecken), abgekürzt MEWDS, ist eine entzündliche Erkrankung der Netzhaut. Sie gehört zur Gruppe der White-Dot-Syndrome und geht mit gelblich-weißen Läsionen auf der Netzhaut einher, die sich bei den Betroffenen in der Regel durch Sehstörungen bemerkbar machen. In den meisten Fällen tauchen diese Läsionen am Pigmentepithel oder auf der äußeren Netzhaut auf.
Die Erstbeschreibung stammt aus dem Jahre 1984 durch den US-amerikanischen Augenarzt Lee M. Jampol und Mitarbeiter.

## Häufigkeit
Das Syndrom der flüchtigen weißen Flecken ist eine seltene Erkrankung. Schätzungen zufolge leiden in den USA etwa zwei von 1 Mio. Einwohnern darunter, wobei Frauen vier- bis fünfmal häufiger erkranken als Männer.
In Deutschland gibt es keine zuverlässigen Statistiken zu diesem Syndrom, doch auch hierzulande scheint die Erkrankung bei Frauen häufiger aufzutreten. Weiterhin sind jüngere Menschen häufiger von MEWDS betroffen als ältere. Bei den meisten Patienten handelt es sich um Frauen zwischen 20 und 40 Jahren, die ansonsten gesund sind. Auffällig ist auch, dass in vielen Fällen zudem eine Kurzsichtigkeit vorliegt, die jedoch schon vor dem Auftreten des Syndroms vorhanden war.

## Ursachen
Eine sichere Ursache für MEWDS konnte bisher nicht gefunden werden. Es besteht jedoch der Verdacht, dass es einen Zusammenhang gibt zwischen dem Syndrom und immunologischen Prozessen. So stellte sich heraus, dass viele der Patienten vor dem Auftauchen des MEWDS ein assoziiertes virales Prodrom hatten. Etwa die Hälfte der Patienten berichtet über grippeähnliche Beschwerden, die vor den Symptomen des Syndroms auftraten. Manche Patienten berichten auch, dass sie kurz vor dem Erscheinen der weißen Flecken auf der Netzhaut eine Schutzimpfung erhalten hätten.
Insgesamt wird daher angenommen, dass eine Kombination von immunologischen Vorgängen, Viren und genetischen Vorbelastungen eine Rolle bei der Krankheitsentstehung spielt.

## Symptome
Das Syndrom der flüchtigen weißen Flecken beginnt in vielen Fällen mit grippeartigen Symptomen wie Kopf- und Gliederschmerzen oder Fieber.
Typisch für die Erkrankung sind zudem Gesichtsfeldausfälle, die in der Regel einseitig sind. Hinzu kommt, dass Patienten Lichtblitze oder Lichtpunkte wahrnehmen. Darüber hinaus kommt es meistens zu einer Verschlechterung der Sehkraft, die sich ebenfalls meist auf eine Seite beschränkt.
Typisch ist bei dieser Erkrankung das akute Auftreten der Symptome sowie das einseitige Auftreten der Beschwerden. Wenn die Symptome auf beiden Augen auftreten, unterscheiden diese sich in den meisten Fällen dennoch voneinander und liegen nicht symmetrisch vor. Das Syndrom verläuft normalerweise schmerzlos.

## Die augenärztliche Untersuchung
Die augenärztliche Untersuchung umfasst das Anamnesegespräch, bei dem der erste Verdacht auf die Erkrankung fällt, sowie die Funduskopie. Dabei zeigen sich weiße, punktförmige Veränderungen auf dem hinten Pol und orange-weiße, körnige Veränderungen an der Makula (gelber Fleck) des Auges. Die Erkrankung betrifft in den meisten Fällen nur ein Auge.
Eine Untersuchung des Glaskörpers ergibt meist eine Anhäufung von dort schwimmenden Zellen, welche zu einer zusätzlichen Sehverschlechterung führen.
Es kann darüber hinaus sein, dass durch das Multiple evanescent white dot Syndrom die Papille – also die Stelle, an welcher der Sehnerv austritt – angeschwollen ist.
Es gibt eine Vielzahl weiterer diagnostischer Methoden, welche die Diagnose MEWDS absichern:
- Bei der Fluoreszenzangiographie fällt eine kranzförmige, punktartige Hyperfluoreszenz auf, wenn MEWDS im Anfangsstadium vorliegt. Befindet sich die Erkrankung in einem fortgeschrittenen Stadium, zeigen sich bei diesem bildgebenden Verfahren Verfärbungen, welche die eigentlich weißen Flecken markieren.
- Die Indozyanin Grün Angiographie zeigt ausgeprägte, hypofluoreszente Flecken peripapillär und im Bereich der weißen Flecken.
- Bei der Gesichtsfelduntersuchung ist bei diesem Syndrom der blinde Fleck vergrößert.
- Autofluoreszenzaufnahmen, bei der eine Spezialkamera Stoffwechselabbauprodukte markiert, die sich im Auge im Bereich der weißen Flecken angesammelt haben, zeigen hyperautofluoreszente Flecken auf dem hinteren Pol, welche mit den weißen Flecken auf dem Augenhintergrund korrelieren.
- Bei der Optischen Kohärenztomographie (kurz OCT) zeigen sich subtile Unterbrechungen der Photorezeptor Innen- und Außen-Segment-Verbindungen.
- Ein multifokales Elektroretinogramm (kurz ERG), das die elektrischen Potenziale darstellt, die in der Netzhaut (Retina) auftreten, zeigt bei der Erkrankung Funktionsausfälle. Im Ganzfeld ERG sind reduzierte a-Wellen und eine verlängerte Rezeptor Potenzial Erholungszeit zu sehen.

## Differentialdiagnosen
Es gibt einige weitere Erkrankungen, bei denen es zu weißen Flecken am Augenhintergrund kommt. Abzugrenzen sind neben anderen Erkrankungen aus der Gruppe der White-Dot-Syndrome die Subretinale Fibrose und die Sarkoidose.

## Therapie
Bisher gibt es keine gezielte Behandlungsmöglichkeit für das Syndrom der flüchtigen weißen Flecken. Es ist möglich, Steroide einzusetzen, aber diese haben nur einen geringen Effekt.
Häufig ist das allerdings auch nicht nötig, denn das Multiple evanescent white dot Syndrom ist eine selbstlimitierende Erkrankung. Das bedeutet, dass die Symptome in der Regel ohne Behandlung wieder verschwinden. Das ist für gewöhnlich bereits nach ein paar Wochen bis Monaten der Fall.

## Prognose
Das Multiple evanescent white dot Syndrom hat allgemein eine sehr gute Prognose: In den meisten Fällen verschwinden die Beschwerden auch ohne Therapie innerhalb der nächsten Wochen bis Monate. Auch die Sehkraft kehrt für gewöhnlich wieder komplett zurück. Die durchschnittliche Dauer bis zur vollständigen Genesung liegt bei etwa drei bis zehn Wochen.
Zu Folgeschäden durch das Multiple evanescent white dot Syndrom kommt es nur in seltenen Fällen. Möglicherweise kommt es zu einer Vernarbung der Netzhaut des Auges oder einem vergrößerten blinden Fleck. Auch ein Rückfall oder ein chronischer Krankheitsverlauf ist denkbar, jedoch sehr selten.